# Manoir de Kermabo
Le manoir de Kermabo est un édifice situé à Saint-Gérand en France.

## Localisation
Le manoir est situé sur le territoire de la commune de Saint-Gérand, au lieu-dit Kermabo, dans le département du Morbihan en région Bretagne.

## Description
Le manoir date du XVIIIe siècle, édifice à un étage carré construit en moellons sans chaîne en pierre de taille de grès, schiste et granite, élévation à travées, avec une toiture à longs pans couverte d'ardoises ; pignon couvert. Escalier dans-œuvre.

## Historique
Le logis porte la date 1753 (élévation sud, deuxième niveau). Une grange porte, sur une sablière de l'élévation antérieure ouest, la date de 1757 et IHS sommé d'une croix. Les déclarations du XVIIe siècle donnent comme propriétaires : en 1638, Jean le Moyne, sieur de Querguesangor, en 1682, Pierre Le Moyne, sieur de Kerourhin.
Le manoir est inscrit à l'inventaire général du patrimoine culturel en 1986.